# Karolina Schrader
Karolina „Karo“ Schrader ist eine deutsche Sängerin und Songwriterin. 

## Biografie
Zwischen 2010 und 2013 ließ sich Karolina Schrader an der Stage School Hamburg zur Musicaldarstellerin ausbilden. Sie steht seit 2018 bei Warner/Chappell Music unter Vertrag und wirkte an mehreren Charthits mit.
2021 gehörte Schrader zu den Gründungsmitgliedern einer von der Bundesregierung ins Leben gerufenen Akademie für Popmusik. Seit 2022 gehört sie zum Aufsichtsrat der Initiative Musik. Sie gehört zudem zum Leitungsteam der Vereinigung Songwriter (Verso), der Fachgruppe von Songwritern im Deutschen Komponist:innenverband.

## Autorenbeteiligungen in den Charts
| Jahr | Titel Interpretation                                                           | Höchstplatzierung, Gesamtwochen, AuszeichnungChartplatzierungen (Jahr, Titel, Interpretation, Platzierungen, Wochen, Auszeichnungen, Anmerkungen) | Höchstplatzierung, Gesamtwochen, AuszeichnungChartplatzierungen (Jahr, Titel, Interpretation, Platzierungen, Wochen, Auszeichnungen, Anmerkungen) | Höchstplatzierung, Gesamtwochen, AuszeichnungChartplatzierungen (Jahr, Titel, Interpretation, Platzierungen, Wochen, Auszeichnungen, Anmerkungen) | Anmerkungen                                              |
| Jahr | Titel Interpretation                                                           | DE | AT | CH | Anmerkungen                                              |
| ---- | ------------------------------------------------------------------------------ | --- | --- | --- | -------------------------------------------------------- |
| 2019 | Jetzt rufst du an Loredana                                                     | DE2 Gold · (19 Wo.)DE | AT3 Platin · (10 Wo.)AT | CH4 Platin · (10 Wo.)CH | Erstveröffentlichung: 5. Juli 2019 Verkäufe: + 250.000   |
| 2019 | Meine 3 Minuten Freschta Akbarzada feat. Sido                                  | DE33 (4 Wo.)DE | AT51 (2 Wo.)AT | CH4 (10 Wo.)CH | Erstveröffentlichung: 10. November 2019                  |
| 2020 | Blue Jeans Céline                                                              | DE39 (2 Wo.)DE | — | — | Erstveröffentlichung: 24. Juli 2020                      |
| 2020 | Gar kein Bock Dardan & Monet192                                                | DE40 (1 Wo.)DE | AT58 (1 Wo.)AT | CH46 Gold · (1 Wo.)CH | Erstveröffentlichung: 20. August 2020 Verkäufe: + 10.000 |
| 2021 | Blau Luna                                                                      | DE63 (7 Wo.)DE | — | — | Erstveröffentlichung: 16. Juli 2021                      |
| 2022 | 100 km/h KC Rebell                                                             | DE39 (1 Wo.)DE | AT72 (1 Wo.)AT | CH65 (1 Wo.)CH | Erstveröffentlichung: 28. Januar 2022                    |
| 2022 | Wendekind Finch feat. Marteria & Silbermond                                    | DE80 (1 Wo.)DE | — | — | Erstveröffentlichung: 10. November 2022                  |
| 2023 | Pech & Schwefel Finch feat. Matthias Reim                                      | DE62 (1 Wo.)DE | — | — | Erstveröffentlichung: 28. Januar 2022                    |
| 2023 | Tattoo Finch feat. HBz & 2 Engel & Charlie                                     | DE67 (1 Wo.)DE | — | — | Erstveröffentlichung: 2. Februar 2023                    |
| 2023 | Rosenwasser KC Rebell feat. Kontra K                                           | DE32 (2 Wo.)DE | AT70 (1 Wo.)AT | CH75 (1 Wo.)CH | Erstveröffentlichung: 20. April 2023                     |
| 2024 | One Night Stand Finch, Katja Krasavice & Luca-Dante Spadafora feat. Niklas Dee | DE1 (2 Wo.)DE | — | — | Erstveröffentlichung: 8. Februar 2024                    |
| 2025 | Wenn du dumm bist Finch                                                        | DE11 (… Wo.)DE | AT71 (1 Wo.)AT | — | Erstveröffentlichung: 23. Januar 2025                    |